# Мастопаран-МО
Мастопаран-МО (Mast-МО) — искусственно созданный цитолитический пептид с сильными антимикробными и с иммуномодулирующими свойствами.

## История
Изначально был выделен опасный пептидный токсин мастопарана-L (mast-L) в составе яда осы Vespula lewisii. В-последствии, учёные Медицинской школы Перельмана Пенсильванского университета (англ.), изучая известные науке антимикробные пептиды, обнаружили активный антибактериальный пентапептидный мотив, в котором был замещён опасный для человека фрагмент (мастопаран)-L), разрушающий эритроциты в крови, вызывающий аллергию, анафилактический шок и другие нежелательные явления вплоть до остановки дыхания, получив при этом новый пептид мастопаран-МО.

## Механизм действия
Исследования механизма действия показали, что мастопаран-MO нацеливается на бактерии, быстро проникая в их наружную мембрану. В моделях на животных, пептид проявлял прямую антимикробную активность, приводил к усилению способности привлекать лейкоциты к месту инфекции и был способен контролировать воспаление. Несколько вариантов этого пептида учёные испытали на мышах.
Исследования перестановок исчерпали остаточную токсичность тучного Мастопарана-МО по отношению к клеткам человека, дав производные с противоинфекционной активностью у животных.

## Перспективы применения
С помощью ЯМР было определено, что полученный пептид мастопаран-МО имеет α-спиральную структуру, проявляет повышенные антибактериальные свойства, сравнимые со стандартными антибиотиками как in vitro, так и in vivo, и потенциирует активность различных классов антибиотиков. Мастопаран-МО показал свою эффективность против кишечной палочки и золотистого стафилококка, не вызвав при этом побочных эффектов.
Новый пептид оказался полезен сразу по нескольким направлениям — он сам по себе борется с бактериями, ускоряет и упрощает проникновение других антибиотиков внутрь клеток, а также снижает вероятность развития и интенсивность иммунной сверхреакции, которая вызывает осложнения при инфекциях.